# Unonopsis pacifica
Unonopsis pacifica là loài thực vật có hoa thuộc họ Na. Loài này được R.E. Fr. miêu tả khoa học đầu tiên năm 1950.